# Чегодар, Василий Дмитриевич
Васи́лий Дми́триевич Чегода́р (укр. Василь Дмитрович Чегодар, 25 ноября 1918, Червоный Яр (Любашёвский район), Одесская область, Украина — 1989, Украина) — украинский живописец, мастер пейзажа и натюрморта. Член Союза художников СССР. Член Национального союза художников Украины. Заслуженный художник УССР (1982).

## Биография
Родился 25 ноября 1918 года в селе Червоный Яр, Одесская область. В 1939 году закончил Пермское художественное училище. С 1941 года учился в Киевском государственном художественном институте у Сергея Алексеевича Григорьева.
Жил и работал в Киеве. Умер в 1989 году. Похоронен на Берковецком кладбище.

## Творчество
Чегодар писал пейзажи (в основном киевские), натюрморты. Индивидуальные выставки состоялись в Киеве в 1946, 1962 и 1982 годах.
Картины художника хранятся в частных собраниях Украины, России, Европы.